# Pierre Quesnay
Pierre Quesnay (* 1895; † 1937 in Saint-Léomer) war ein französischer Bankmanager. Er ist ein Nachkomme von François Quesnay.
Während seines Jurastudiums in Paris wurde er Schüler des Wirtschaftswissenschaftlers Charles Rist. Dieser holte ihn, nachdem Quesnay aus dem Ersten Weltkrieg zurückgekehrt war, in die Kommission für Reparationszahlungen.
1926 berief Émile Moreau ihn in die Banque de France.
1930 wurde Quesnay Gründungsdirektor der Bank für Internationalen Zahlungsausgleich.
Er ertrank in einem Teich auf dem Grundstück von Émile Moreau.